# Monampteuil
Monampteuil é uma comuna francesa na região administrativa de Altos da França, no departamento de Aisne. Estende-se por uma área de 5,86 km². Em 2010 a comuna tinha 132 habitantes (densidade: 22,5 hab./km²).